# Foissac (Aveyron)
Foissac – miejscowość i gmina we Francji, w regionie Oksytania, w departamencie Aveyron. W 2013 roku jej populacja wynosiła 459 mieszkańców. 

## Zabytki
Zabytki w miejscowości posiadające status monument historique:
- jaskinia w Foissac (fr. Grotte de Foissac)